# Alpes Maritimae

Alpes Poenninae

Alpes Maritimae, var en romersk provins belägen i motsvarande dagens Alpes-Maritimes, Alpes-de-Haute-Provence och Hautes-Alpes i Frankrike.  Provinsen etablerades år 14 f.Kr. 